# 리에 나 성

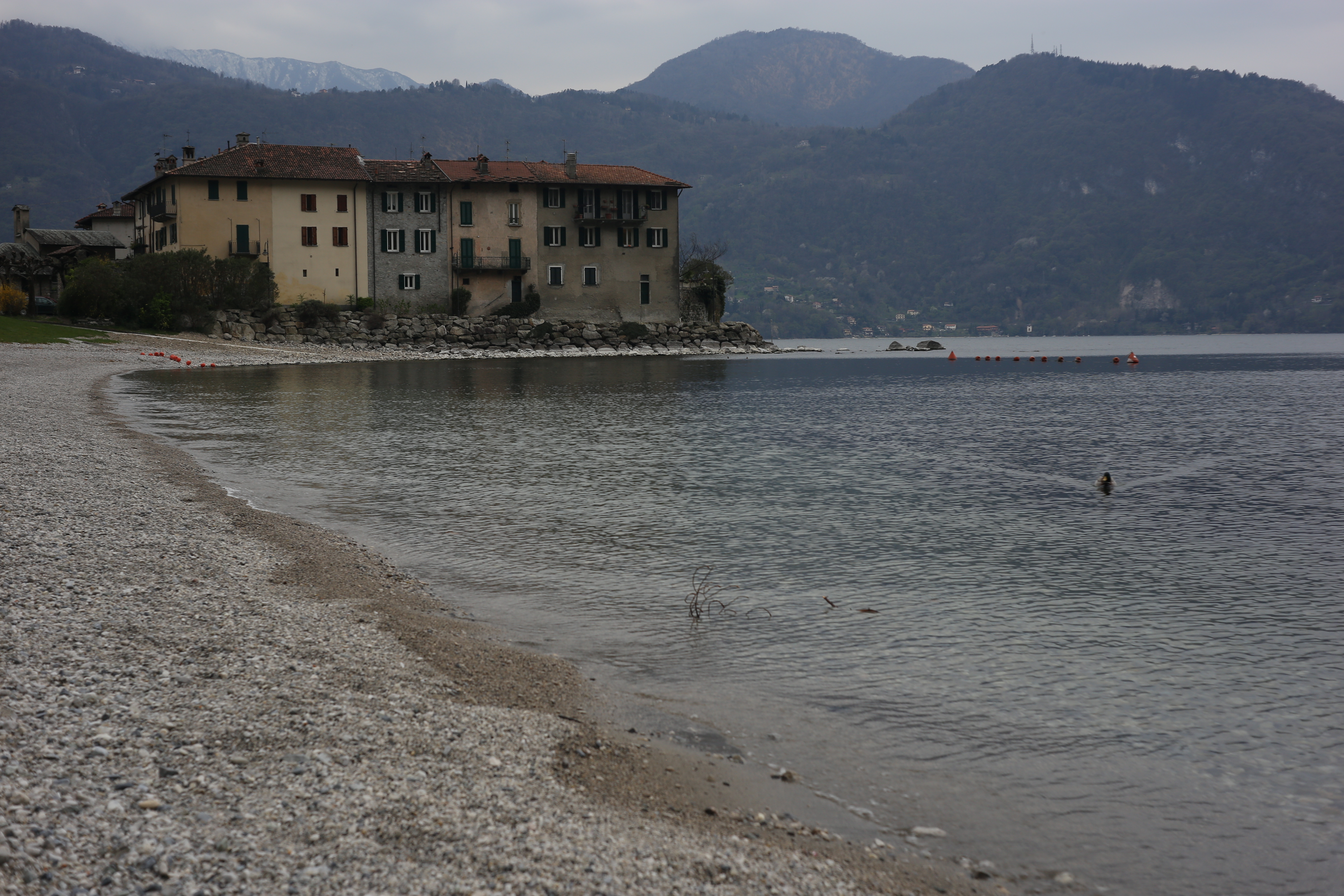

리에 나 성(이탈리아어: Castello di Lierna)은 코모 호수에 있는 리에 나 (Lierna)의 고대 마을 성이다.

## 링크
- 산 베르나르도 교회로 가는 오솔길 (그루비치)